# Ángel Bello
Ángel Bello, född 9 januari  1951, död 13 juni 2013, var en argentinsk bågskytt. Han deltog vid olympiska sommarspelen 1988.